# Grande Arche

La Grande Arche

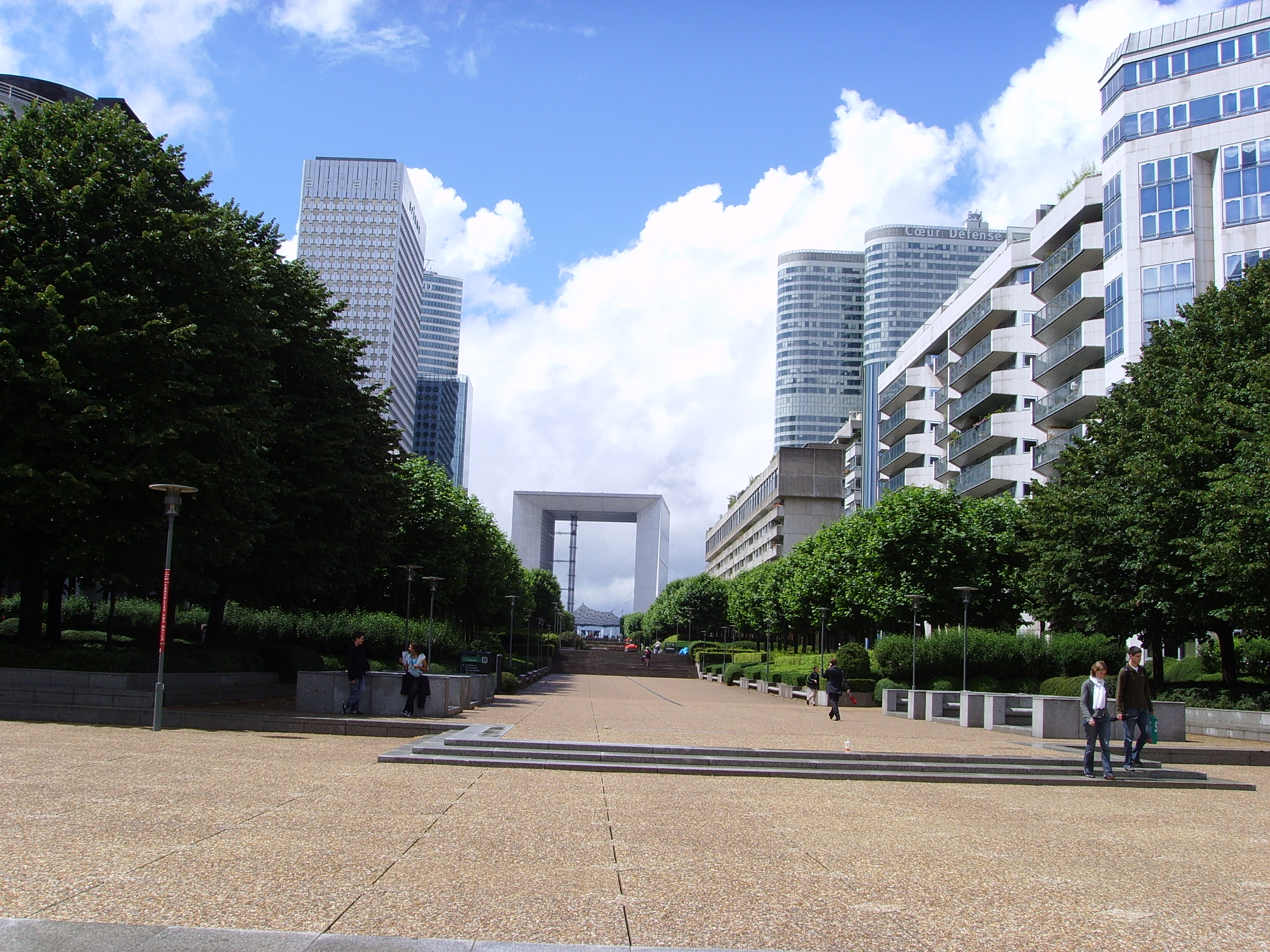
La Grande Arche (im Hintergrund; 2007)

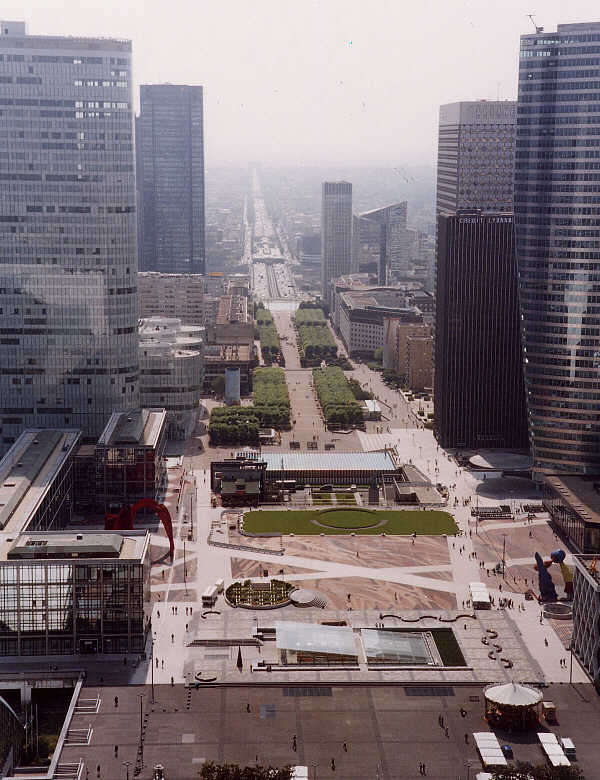
Blick von der Aussichtsplattform (2001)

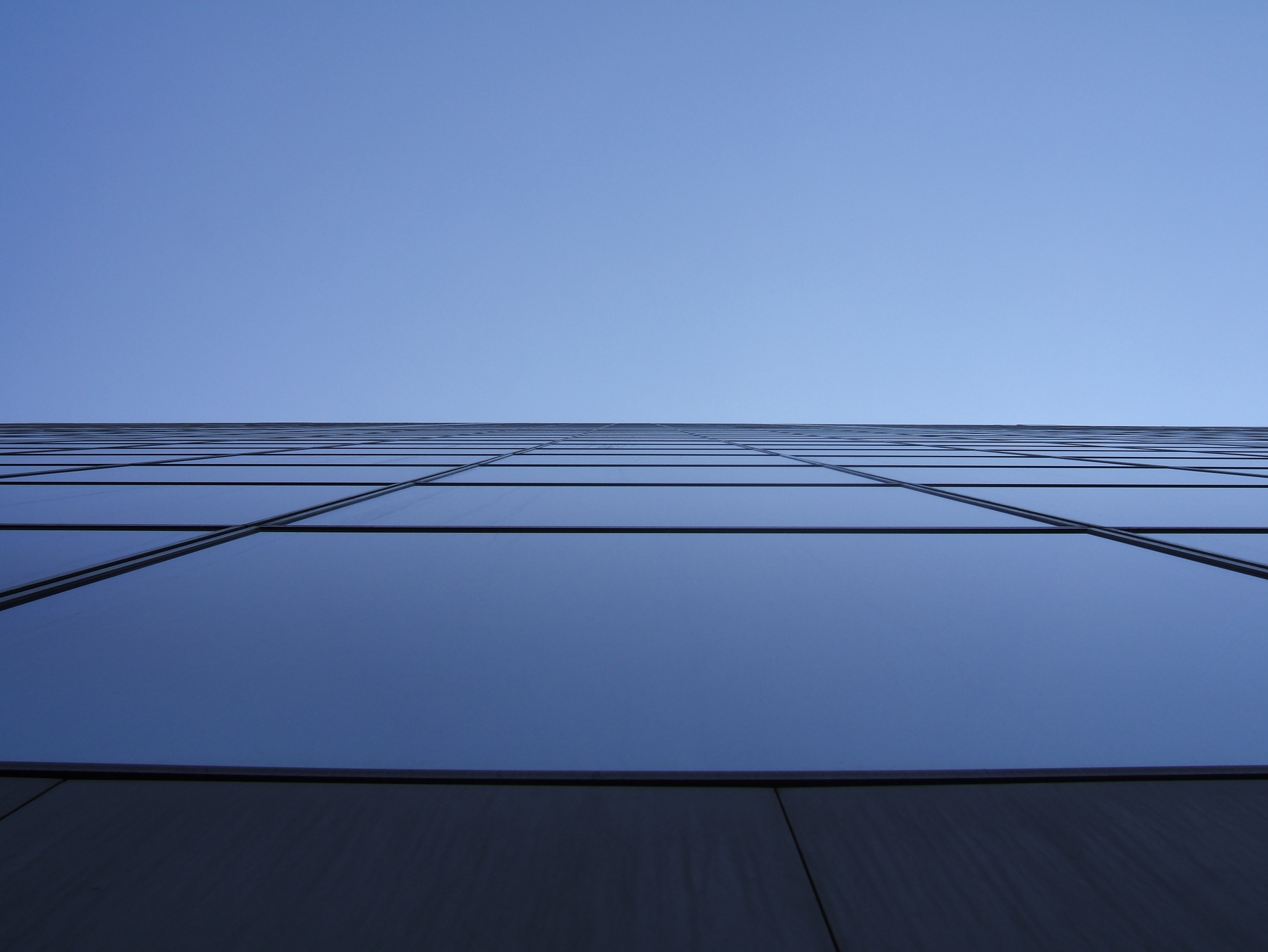
Nordfassade

Blick in Les nuages

Die Grande Arche (deutsch „großer Bogen“) ist ein modernes Bauwerk in Gestalt eines Triumphbogens, dessen Form an die dreidimensionale Projektion eines Tesserakts erinnert. Es steht im Hochhausviertel La Défense in der Stadt Puteaux, westlich von Paris. Dieser neue Triumphbogen trägt offiziell den Namen La Grande Arche de la Fraternité, wird in Paris häufig aber auch L’Arche de La Défense oder einfach La Grande Arche genannt. Er bildet die westliche Perspektive der sogenannten Axe historique, der Avenue, die eine Gerade bildet mit dem bekannteren Arc de Triomphe und dem Arc de Triomphe du Carrousel, der sich zwischen dem Jardin des Tuileries und dem Louvre befindet.
Das Bauwerk ist jedoch nicht exakt zur Sichtachse der Axe historique ausgerichtet, sondern um 6,5 Grad aus der Achse gedreht. Diese Abweichung musste in Kauf genommen werden, da bei der Statik des Baus die dort verlaufenden Verkehrstunnel (RER, Métro und Autobahn) berücksichtigt werden mussten. Durch die leicht schräge Ansicht ergibt sich aus der Ferne eine räumlich tiefere Wirkung der Struktur, als es bei einer frontalen Ansicht der Fall wäre.

## Geschichte
Die Grande Arche wurde zwischen 1984 und 1989 auf Initiative des damaligen Präsidenten François Mitterrand gebaut, der in den 1980er Jahren durch viele monumentale Bauwerke das Stadtbild von Paris verändern ließ. Entworfen wurde die Grande Arche von Johan Otto von Spreckelsen und Paul Andreu. Von 425 Teilnehmern gewann von Spreckelsen den 1. Preis eines internationalen Wettbewerbs. Die Eröffnung der Grande Arche erfolgte am 14. Juli 1989 zur 200-Jahr-Feier der Französischen Revolution.

## Architektur
Das Bauwerk ist mit einer Höhe von 110,9 Metern, einer Breite von 106,9 Metern und einer Länge von 112 Meter fast würfelförmig, wobei die Gebäudekanten der äußeren und inneren Fassade die geometrische Form der Zellen-zuerst-Projektion eines vierdimensionalen Hyperwürfels, des sogenannten Tesserakts, beschreiben. Die Fassade bestand vor der Sanierung aus Glas und Carrara-Marmor, welcher bei der Sanierung durch Granitplatten ersetzt wurde. Die Gebäudekonstruktion besteht aus Stahlbeton (Spannbeton), das Betonvolumen beträgt 125.000 Kubikmeter. Auf die etwa 19 Meter breiten Seitenwände verteilen sich 35 Geschosse, die zumeist als Büro- und Konferenzräume genutzt werden. Ein weißes, in der Höhe verstellbares, wolkenähnliches Segel mit dem Namen les nuages (deutsch: die Wolken) soll einen Kontrast zum monumentalen Torwürfel setzen. Die Fundamente sind 30 m tief.

## Nutzung
Das Gebäude wird als Amtssitz für das französische Handels- und Verkehrsministerium, für privatwirtschaftliche Büros und als Sitz der Internationalen Stiftung für Menschenrechte (im Dach) genutzt.
Touristen konnten zunächst bis April 2014 nach Zahlung eines Eintrittsgeldes mit einem der Glasaufzüge – auch mit gläsernem Boden – direkt in den Dachbereich fahren. Von dort konnte eine Aussichtsplattform betreten werden, die einen Blick auf La Défense und die Axe historique erlaubt. Zusätzlich fanden im obersten Geschoss regelmäßig Ausstellungen verschiedenster Art statt, deren Eintritt jeweils inklusive war. Nach technischen Problemen mit dem Aufzug beendete der Betreiber diese Möglichkeit und kündigte im Sommer 2010 an, die Räume zu Büros umzubauen und der Öffentlichkeit damit nicht mehr zugänglich zu machen.
2014 bis 2018 mussten die Fassadenplatten aus Carraramarmor alle ersetzt werden, da sich die dünnen Marmorplatten durch die Witterung (Wechsel Kälte/Hitze und feucht/trocken) verformten und als ungeeignet erwiesen. Sie wurden durch weiße Granitplatten (Sorte Bethel White) aus Vermont ersetzt, welche mithilfe einer speziellen Oberflächenbehandlung farblich und vom Glanz her an den ursprünglichen Marmor angepasst wurden. Der Umbau kostete rund 200 Millionen Euro. Die einzelnen Platten sind nach der Sanierung auch austauschbar. Außerdem wurden die Dachterrasse neu gestaltet, die Panoramaaufzüge erneuert und die Büros modernisiert.
Nach Renovierungsarbeiten wurde die Dachterrasse am 1. Juni 2017 wieder eröffnet.
Seit Beginn der Covid-Pandemie ist die Aussichtsterrasse für Besucher geschlossen und soll es dauerhaft bleiben (Stand: August 2023).